# Boris Budajew
Boris Dugdanowicz Budajew (ros. Борис Дугданович Будаев; 19 lipca 1957) – radziecki i rosyjski zapaśnik w stylu wolnym. Olimpijczyk z Atlanty 1996, gdzie w barwach Uzbekistanu zajął dwunaste miejsce w kategorii do 74 kg.
Trzykrotny uczestnik mistrzostw świata; złoty medalista w 1989. Zdobył dwa medale mistrzostw Europy, złoto w 1982 i srebro 1992. Złoty medal na igrzyskach Centralnej Azji w 1995 roku.
Mistrz Azji w 1996. Piąty w Pucharze Świata w 1991 roku. Trzeci na uniwersjadzie w 1981 roku.